# Saidu Fofanah
Saidu Fofanah (14 settembre 1997) è un calciatore sierraleonese, centrocampista del Jetisý e della nazionale sierraleonese.

## Carriera

### Nazionale
Debutta con la nazionale sierraleonese il 15 giugno 2021 in occasione del match di qualificazione per la coppa d'Africa vinto 1-0 contro il Benin.
Nel 2021 viene convocato per la Coppa delle nazioni africane 2021.

## Statistiche

### Cronologia presenze e reti in nazionale
| Cronologia completa delle presenze e delle reti in nazionale ― Sierra Leone | Cronologia completa delle presenze e delle reti in nazionale ― Sierra Leone | Cronologia completa delle presenze e delle reti in nazionale ― Sierra Leone | Cronologia completa delle presenze e delle reti in nazionale ― Sierra Leone | Cronologia completa delle presenze e delle reti in nazionale ― Sierra Leone | Cronologia completa delle presenze e delle reti in nazionale ― Sierra Leone | Cronologia completa delle presenze e delle reti in nazionale ― Sierra Leone | Cronologia completa delle presenze e delle reti in nazionale ― Sierra Leone |
| Data                                                                        | Città                                                                       | In casa                                                                     | Risultato                                                                   | Ospiti                                                                      | Competizione                                                                | Reti                                                                        | Note                                                                        |
| --------------------------------------------------------------------------- | --------------------------------------------------------------------------- | --------------------------------------------------------------------------- | --------------------------------------------------------------------------- | --------------------------------------------------------------------------- | --------------------------------------------------------------------------- | --------------------------------------------------------------------------- | --------------------------------------------------------------------------- |
| 15-6-2021                                                                   | Conakry                                                                     | Sierra Leone                                                                | 1 – 0                                                                       | Benin                                                                       | Qual. Coppa d'Africa 2021                                                   | -                                                                           | 64’                                                                         |
| 26-8-2021                                                                   | Bahar Dar                                                                   | Etiopia                                                                     | 0 – 0                                                                       | Sierra Leone                                                                | Amichevole                                                                  | -                                                                           | 46’                                                                         |
| 6-10-2021                                                                   | El Jadida                                                                   | Sierra Leone                                                                | 1 – 1                                                                       | Sudan del Sud                                                               | Amichevole                                                                  | -                                                                           | 20’                                                                         |
| 9-10-2021                                                                   | El Jadida                                                                   | Gambia                                                                      | 1 – 2                                                                       | Sierra Leone                                                                | Amichevole                                                                  | 1                                                                           |                                                                             |
| 13-11-2021                                                                  | Sapanca                                                                     | Sierra Leone                                                                | 0 – 2                                                                       | Comore                                                                      | Amichevole                                                                  | -                                                                           | 46’                                                                         |
| 11-1-2022                                                                   | Douala                                                                      | Algeria                                                                     | 0 – 0                                                                       | Sierra Leone                                                                | Coppa d'Africa 2021 - 1º turno                                              | -                                                                           | 76’                                                                         |
| 24-7-2022                                                                   | Marrakech                                                                   | Sierra Leone                                                                | 2 – 0                                                                       | Capo Verde                                                                  | Campionato delle Nazioni Africane 2022                                      | -                                                                           |                                                                             |
| 27-7-2022                                                                   | Marrakech                                                                   | Capo Verde                                                                  | 2 – 1                                                                       | Sierra Leone                                                                | Campionato delle Nazioni Africane 2022                                      | -                                                                           |                                                                             |
| 27-8-2022                                                                   | Monrova                                                                     | Sierra Leone                                                                | 1 – 2                                                                       | Mali                                                                        | Campionato delle Nazioni Africane 2022                                      | -                                                                           | 46’                                                                         |
| 3-9-2022                                                                    | Bamako                                                                      | Mali                                                                        | 2 – 0                                                                       | Sierra Leone                                                                | Campionato delle Nazioni Africane 2022                                      | -                                                                           | 46’                                                                         |
| 18-6-2023                                                                   | Monrovia                                                                    | Sierra Leone                                                                | 2 – 3                                                                       | Nigeria                                                                     | Qual. Coppa d'Africa 2023                                                   | -                                                                           | 60’                                                                         |
| 11-9-2023                                                                   | Bissau                                                                      | Guinea-Bissau                                                               | 2 – 1                                                                       | Sierra Leone                                                                | Qual. Coppa d'Africa 2023                                                   | -                                                                           |                                                                             |
| 14-10-2023                                                                  | Khouribga                                                                   | Sierra Leone                                                                | 2 – 1                                                                       | Benin                                                                       | Amichevole                                                                  | -                                                                           | 85’                                                                         |
| Totale                                                                      |                                                                             | Presenze                                                                    | 13                                                                          |                                                                             | Reti                                                                        | 1                                                                           |                                                                             |